# ملکم دو شازال
ملکم دو شازال (به فرانسوی: Malcolm de Chazal,) شاعر، نویسنده و نقاش قرن بیستم میلادی اهل فرانسه است.